# Долгоносики клубеньковые
Долгоносики клубеньковые, или мотыльковые слоники (лат. Sitona) — род жуков из семейства долгоносиков.

## Распространение
В палеарктическом регионе распространены свыше ста видов. В Европе распространены 75 видов этого рода.

## Описание
Тело продолговато-овальной формы, покрыто чешуйками и, кроме того, в кротких или реже в длинных волосках и щетинках, очень редко верхняя часть тела бывает без щетинок. Верхняя часть тела тонко-волосистая. Голова с крупными круглыми более или менее выпуклыми глазами. Головотрубка короткая, толстая, широкая, большей частью длина её равна ширине. Левая верхняя челюсть с зазубренным режущим краем, и выделяется только вершинный зубец. Прекоксальная часть переднегруди не длиннее посткоксальной, простернальная выемка и заглазничные лопасти отсутствуют. Эпистом очень короткий, его задняя граница не чёткая. Птеригии отсутствуют. Переднеспинка у большинства слабопоперечная, с закруглёнными, редко параллельными, боками. Надкрылья продолговато-овальной формы, в основании с выраженными плечевыми бугорками. Бёдра часто булавовидные. Коготки свободные, каждый при основании с добавочным щетинковидным коготком. Третий сегмент лапок значительно шире первого. Корзиноки задних голеней открытые. Передние ноги иногда увеличены.

## Экология
Развиваются личинки исключительно на бобовых (Fabaceae), причём личинки первой стадии питаются в клубеньках на корнях, позже переходят на корни. Взрослые жуки объедают точки роста и листья.

## Экономическое значение
Некоторые виды серьёзно вредят бобовым культурам, особенно в тех регионах откуда они родом, то есть в Южной Африке, Австралии и Новой Зеландии.

## Систематика

### Подроды
- подрод: Charagmus Schönherr, 1826 — обычно жуки длиной от 6 до 10 мм. Волосовидные чешуйки на щитке расходятся лучеобразно сзади вперёд или во все стороны. Тазиковые впадины большей частью не отделены от перетяжки переднегруди[8].
- подрод: Sitona Germar, 1817 — волосовидные чешуйки на щитке направлены в одну сторону и не образуют звездообразной фигуры[8].

Некоторые виды рода:
- Sitona anchora Gyllenhal, 1834
- Sitona bicolor Fåhraeus, 1840
- Sitona bosnicus Apfelbeck, 1899
- Sitona brachypterus Israelson, 1980
- Sitona brucki Allard, 1870
- Долгоносик клубеньковый эспарцетовый (Sitona callosus Gyllenhal)
- Sitona canus Gyllenhal, 1834
- Sitona cinnamomeus Allard, 1863
- Долгоносик серый щетинистый (Sitona crinitus Herbst)
- Долгоносик клубеньковый узколобый (Sitona cylindricoHis Fahraeus)
- Sitona discoideus Gyllenhal, 1834
- Sitona gemellatus Gyllenhal, 1834
- Sitona giraudi Hoffmann, 1938
- Sitona goetzelmanni Solari, 1909
- Слоник большой люпиновый (Sitona gressorius Fabricius)
- Слоник серый гороховый (Sitona griseus Fabricius), долгоносик серый гороховый
- Sitona hirsutus Desbrochers, 1884
- Долгоносик клубеньковый желтоногий (Sitona hispidulus Fabricius)
- Долгоносик клубеньковый люцерновый (Sitona humeralis Stephens)
- Sitona intermedius Küster, 1847
- Долгоносик полосатый (Sitona lineatus Linnaeus)
- Слоник листовой линейчатый (Sitona lineellus Boisduval)
- Sitona lividipes Fåhraeus, 1840
- Sitona mateui Roudier, 1958
- Sitona niger Allard, 1864
- Sitona onerosus Faust, 1890
- Sitona ophtalmicus Desbrochers, 1869
- Sitona ovipennis Hochhuth, 1851
- Sitona pseudohispidulus Franz, 1987
- Sitona puncticeps Sahlberg, 1921
- Sitona ragusae Reitter, 1903
- Sitona sekerae Reitter, 1903
- Sitona setuliferus Fåhraeus, 1840
- Sitona syriacus Stierlin, 1884
- Sitona treneri Solari, 1948
- Sitona ursus Desbrochers, 1894
- Sitona verecundus Rossi, 1890
- Sitona virgatus Fåhraeus, 1840